# Кароліни (Підляське воєводство)
Кароліни (пол. Karoliny) — село в Польщі, у гміні Штабін Августівського повіту Підляського воєводства.
Населення — 72 особи (2011).
У 1975-1998 роках село належало до Сувальського воєводства.

## Демографія
Демографічна структура станом на 31 березня 2011 року:
|          | Загалом | Допрацездатний вік | Працездатний вік | Постпрацездатний вік |
| -------- | ------- | ------------------ | ---------------- | -------------------- |
| Чоловіки | 37      | 8                  | 23               | 6                    |
| Жінки    | 35      | 11                 | 15               | 9                    |
| Разом    | 72      | 19                 | 38               | 15                   |